# Grantessa rarispinosa
Grantessa rarispinosa är en svampdjursart som beskrevs av Borojevic 1967. Grantessa rarispinosa ingår i släktet Grantessa och familjen Heteropiidae.
Artens utbredningsområde är havet kring Nya Kaledonien. Inga underarter finns listade i Catalogue of Life.